# Hallelujah Here Below
Hallelujah Here Below es el undécimo álbum en vivo de la banda de adoración contemporánea estadounidense Elevation Worship. Fue lanzado el 28 de septiembre de 2018 por Elevation Church.

## Promoción
El primer sencillo, "Won't Stop Now", fue lanzado como un regalo instantáneo para aquellos que pre-ordenaron el álbum en iTunes. Chris Brown dijo que la canción trata sobre "creer que nuestros mejores días están por venir. Y lo que Dios ha planeado para nosotros es muchísimo más de lo que imaginamos". La banda también anunció el Hallelujah Here Below Tour junto con el álbum, que está programado para visitar la costa este de Estados Unidos y Canadá a partir de octubre. "Here Again" fue lanzado como el segundo sencillo en agosto de 2018, y "Echo" con Tauren Wells se convirtió en el tercero de los cuatro singles planeados que preceden al álbum cuando se lanzó en septiembre. La canción principal se lanzó como el cuarto sencillo el 14 de septiembre de 2018.

## Listado de canciones
| No.           | Título                            | Escritores                                                               | Duración |
| ------------- | --------------------------------- | ------------------------------------------------------------------------ | -------- |
| 1.            | "Won't Stop Now"                  | - Chris Brown - Steven Furtick                                           | 7:04     |
| 2.            | "God of the Promise"              | - Brown - Furtick - Aaron Robertson                                      | 4:07     |
| 3.            | "Hallelujah Here Below"           | - Brown - Furtick                                                        | 7:03     |
| 4.            | "Here Again"                      | - Brown - Furtick - Amy Corbett                                          | 6:45     |
| 5.            | "Echo" (featuring Tauren Wells)   | - Furtick - Brown - Matthews Ntlele - Israel Houghton - Alexander Pappas | 3:58     |
| 6.            | "Worthy"                          | - Brown - Mack Brock - Furtick                                           | 6:11     |
| 7.            | "Mighty God (Another Hallelujah)" | - Brown - Furtick                                                        | 4:51     |
| 8.            | "Power"                           | - Brown - Furtick - Corbett                                              | 5:07     |
| 9.            | "Then He Rose"                    | - Chris Tomlin - Brown - Brock - Furtick                                 | 5:23     |
| 10.           | "Greater Than Your Love"          | - Furtick - Brown - Brock - Israel Houghton                              | 4:44     |
| 11.           | "Faithful"                        | Furtick                                                                  | 5:34     |
| 12.           | "Here Comes Heaven"               | - Furtick - Brown - Aaron Robertson                                      | 4:28     |
| 13.           | "Still God"                       | - Brown - Brock - Furtick                                                | 4:26     |
| 14.           | "Better Word"                     | - Brown - Furtick                                                        | 6:28     |
| Total length: | Total length:                     | Total length:                                                            | 76:07    |

## Posicionamiento del álbum
| Chart (2018)                       | Peak position |
| ---------------------------------- | ------------- |
| Australian Albums (ARIA)           | 69            |
| Canadian Albums (Billboard)        | 86            |
| Dutch Albums (MegaCharts)          | 188           |
| UK Christian & Gospel Albums (OCC) | 1             |
| US Billboard 200                   | 25            |
| US Christian Albums (Billboard)    | 2             |